# Ільюшино
Ільюшино (рос. Ильюшино) — селище Багратіоновського району, Калінінградської області Росії. Входить до складу Гвардійського сільського поселення.
Населення — 104 особи (2015 рік).

## Географія
Селище розташоване за 13 км від районного центру — міста Багратіоновська, 29 км від обласного центру — міста Калінінграда та 1080 км від Москви.

## Історія
Селище засноване 1451 року.
Мало назву Бьонкайм, Йоганнісберг до 1946 року.

## Населення
За даними перепису 2010 року, у селі мешкало 104 осіб, з них 51 (49,0 %) чоловіків та 53 (51,0 %) жінок. Згідно з переписом 2002 року, у селі мешкало 101 осіб, з них 53 чоловіків та 48 жінок.